# .me
.me je internetová národní doména nejvyššího řádu (TLD) pro Černou Horu. Nahradila TLD .yu, kterou používala bývalá Jugoslávie.
Správcem domény je firma doMEn, která vyhrála výběrové řízení pořádané černohorskou vládou. Pro doménu existuje technické omezení, podle kterého je povolená délka domény druhého řádu 3–63 znaků. Výjimku z tohoto pravidla obdrželo jen několik společností jako například: Google+ (g.me), WordPress (wp.me), Facebook (fb.me a m.me), GoDaddy (go.me) .Yahoo! (me.me) a Proton Technologies AG (pm.me)
Yahoo doménu me.me prodalo, poněvadž nyní obsahuje galerii memů.[zdroj?]